# Palacio de Brejoeira
El Palacio de Brejoeira está situado en la freguesia de Pinheiros, municipio de Monção, Portugal. 
El Palacio fue clasificado Monumento Nacional en 1910. Es un palacete neoclásico cuyo arquitecto fue Carlos Amarante y su fecha de construcción 1834. 
Fue construido por orden de Luis Pereira Velho de Moscoso.
En sus alrededores se encuentra un gran jardín, con árboles centenarios y cultura de Albariño. 
- Wikimedia Commons alberga una categoría multimedia sobre Palacio de Brejoeira.

- Datos: Q3064721
- Multimedia: Palácio da Brejoeira / Q3064721